# Moritz Klönne

Moritz Klönne

Franz Mathias Moritz Klönne (* 17. Dezember 1878 in Dortmund; † 13. Januar 1962 in Salzburg) war ein deutscher Ingenieur und Stahlbau-Unternehmer. Er besaß und leitete das von seinem Vater gegründete Dortmunder Stahl- und Brückenbau-Unternehmen Aug. Klönne. Moritz Klönne engagierte sich auch als Politiker in der DVP und in der DNVP, letztere vertrat er von 1924 bis 1930 als Abgeordneter im Reichstag.

## Leben

### Herkunft und Ausbildung
Moritz Klönne entstammte einer alten westfälischen Familie und wurde am 17. Dezember 1878 in Dortmund als Sohn des Ingenieurs und Unternehmers August Klönne (1849–1908) und dessen Ehefrau Gertrud Klönne geborene Haverkamp (1846–1922) geboren. Nach dem Besuch einer katholischen Volksschule und dem Abitur am Stadtgymnasium Dortmund absolvierte er zunächst ein Praktikum als Schlosser, Dreher und Schmied.
Von 1897 bis 1899 studierte er Rechtswissenschaft an der Ludwig-Maximilians-Universität München, wo er sich auch dem Corps Suevia anschloss. Nach dem Studium in München wechselte er an die Technische Hochschule Hannover, wo er Ingenieurwissenschaften studierte.
Zwischenzeitlich leistete er Militärdienst als Einjährig-Freiwilliger. Er bestand 1904 die Diplom-Hauptprüfung und erhielt danach seine praktische und kaufmännische Ausbildung in den Niederlanden und in England.

### Persönliches

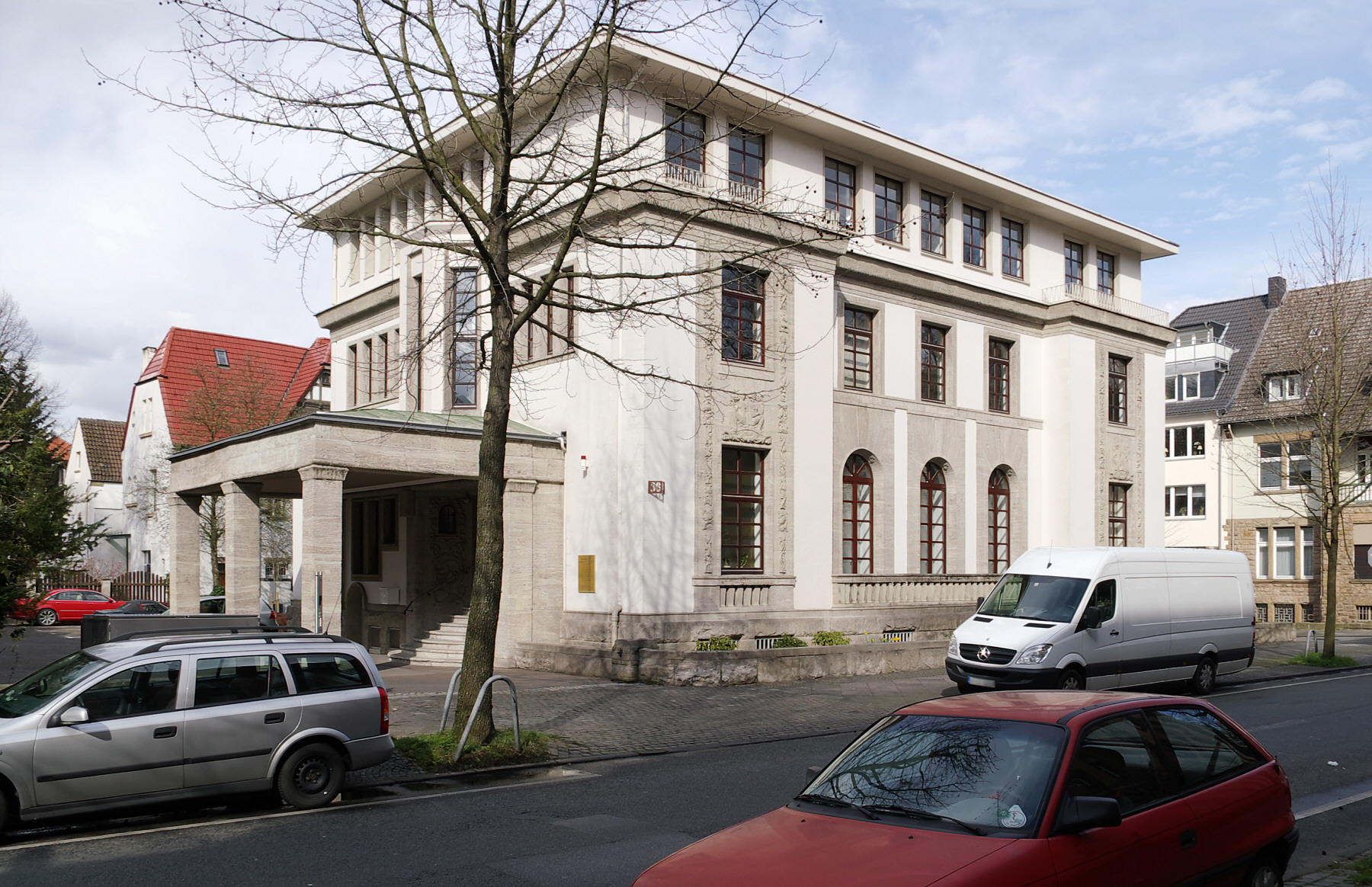
Wohnhaus von Änne und Moritz Klönne in Dortmund, Prinz-Friedrich-Karl-Straße 36

Am 16. Februar 1907 heiratete Klönne Anna (genannt Änne) geborene Glückert (* 18. Juni 1879–1969), eine Tochter des Darmstädter Möbelfabrikanten Julius Glückert. Das Ehepaar hatte fünf Kinder: Gertrud (* 1908), Carl August (* 1910), Rosemarie (* 1916), Ernst Moritz (* 1918) und Alexandra (* 1921).
Von 1914 bis 1918 nahm Moritz Klönne als Soldat am Ersten Weltkrieg teil, zunächst als Reserveoffizier im Ulanen-Regiment Nr. 2, dann als Rittmeister der Landwehr-Kavallerie I.
An Moritz und Änne Klönne erinnert ihr 1922/1923 nach den Plänen des Dortmunder Architekten Emil Pohle erbautes Wohnhaus, Prinz-Friedrich-Karl-Straße 36, das heute als Bürogebäude genutzt wird. Ein 1923 in das Haus eingebautes, jedoch bereits 1907 von der Möbelfabrik Glückert hergestelltes Damenzimmer nach Entwurf des Jugendstil-Architekten Joseph Maria Olbrich wurde von Änne Klönne 1964 dem Museum für Kunst und Kulturgeschichte Dortmund gestiftet, wo es heute ausgestellt ist.

## Wirken

### Unternehmerische Tätigkeiten
Im Jahr 1905 trat Klönne in das Unternehmen seines Vaters ein, nach dessen Tod 1908 übernahm er zusammen mit seinem Zwillingsbruder Max Klönne (1878–1945) die Leitung.
Im Unternehmen war er für die Abteilungen Stahlbrückenbau, Stahlhochbau und Stahlwasserbau zuständig. Auf seine Pläne gehen zum Teil die Hohenzollernbrücke in Köln und das Schiffshebewerk Niederfinow zurück. Unter seiner Leitung erbaute die Firma Aug. Klönne außerdem die Rheinbrücke Wesel, die damals größte Eisenbahnbrücke Europas bei Zaandam sowie eine Brücke über einen Meeresarm bei Santos. Außerdem errichtete sie Schwimmdocks in den Niederlanden und Chile sowie Gaswerke auf mehreren Kontinenten. Auch am Bau des neuen Hauptbahnhofs Duisburg (1934), der Schleusentore in Wilhelmshaven (1940), der Rodenkirchener Autobahnbrücke (1941) oder des Thyssen-Hauses (1960) war die Firma beteiligt.

### Weitere Engagements und Aktivitäten
Neben seiner unternehmerischen Tätigkeit war Moritz Klönne seit 1921 Mitglied der Handelskammer bzw. Industrie- und Handelskammer zu Dortmund (deren Präsident er 1939–1943 war), von 1928 bis 1939 und wieder ab 1954 Vizepräsident der Internationalen Vereinigung für Brücken- und Hochbau, Vorstandsmitglied in der Vereinigung Deutscher Arbeitgeberverbände und der Nordwestlichen Gruppe des Vereins Deutscher Eisen- und Stahlindustrieller, Mitglied des Landeseisenbahnrates in Köln und des Provinzialrates in Münster. Klönne war auch Mitglied des Vereins Deutscher Ingenieure (VDI) und des Westfälischen Bezirksvereins des VDI. Er hielt auch Vorträge an Universitäten und anderen Hochschulen.

### Politik
Klönne engagierte sich neben seiner Verbandsarbeit auch parteipolitisch. Nach der Novemberrevolution trat er in die Deutsche Volkspartei (DVP) ein und gehörte zum rechten Flügel der Partei, der sich 1923 aus Protest gegen die Politik der Regierung Stresemann-Hilferding als Nationalliberale Vereinigung (NLV) abspaltete. Gemeinsam mit Hugo Stinnes, Albert Vögler, Reinhold Quaatz, Hans Berckemeyer, Alfred Gildemeister und anderen versuchte Klönne mittels dieser Vereinigung eine Zusammenlegung der DVP mit der DNVP zu erwirken. Dieses Vorhaben scheiterte 1924 und führte zum Ausschluss von einigen Mitgliedern dieser Vereinigung aus der DVP. Daraufhin schloss Klönne sich Mitte der 1920er-Jahre der Deutschnationalen Volkspartei (DNVP) an, für die er 1924 auch in den Deutschen Reichstag einzog. Klönne war ein entschiedener Gegner des Sozialstaats, seine Idee des Arbeitgebers war stark patriarchalisch geprägt. Er lehnte die demokratische Weimarer Republik ab und setzte sich für einen autoritär-nationalbewussten Staat ein. Anders als die Parteiführung um Alfred Hugenberg lehnte er jedoch das Bündnis mit ultrarechten Parteien und eine Fundamentalopposition ab. Im Dezember 1929 wechselte er zur Fraktion der Christlich-Nationalen Arbeitsgemeinschaft und gründete die Volkskonservative Vereinigung. Bei der Reichstagswahl 1930 verlor er sein Mandat, unterstützte aber als einer der wenigen Ruhrindustriellen weiterhin die Regierung Brüning.
Nach der „Machtergreifung“ der NSDAP zog er sich zunächst aus den öffentlichen Ämtern zurück und übernahm nur noch Funktionen in Fachverbänden. Erst in den späten 1930er Jahren ließ sich ein Wandel beobachten. 1937 trat er aus der Kirche aus, 1939 wurde er Präsident der Industrie- und Handelskammer zu Dortmund. Zum 1. März 1940 trat er der NSDAP (Mitgliedsnummer 7.303.651) und der SS bei, zwei Jahre später wurde er zum Wehrwirtschaftsführer ernannt. Zum 1. April 1943 wurde er Präsident der Gauwirtschaftskammer Westfalen-Süd, trat von diesem Amt jedoch 1944 wieder zurück. Moritz Klönne hatte Kontakt zum militärischen Widerstand: Franz Halder sicherte er die Unterstützung für den Fall eines Militärputsches zu und befürwortete grundsätzlich ein Attentat. Offenen Widerstand leistete er aber nicht und arrangierte sich stattdessen mit dem nationalsozialistischen Regime.

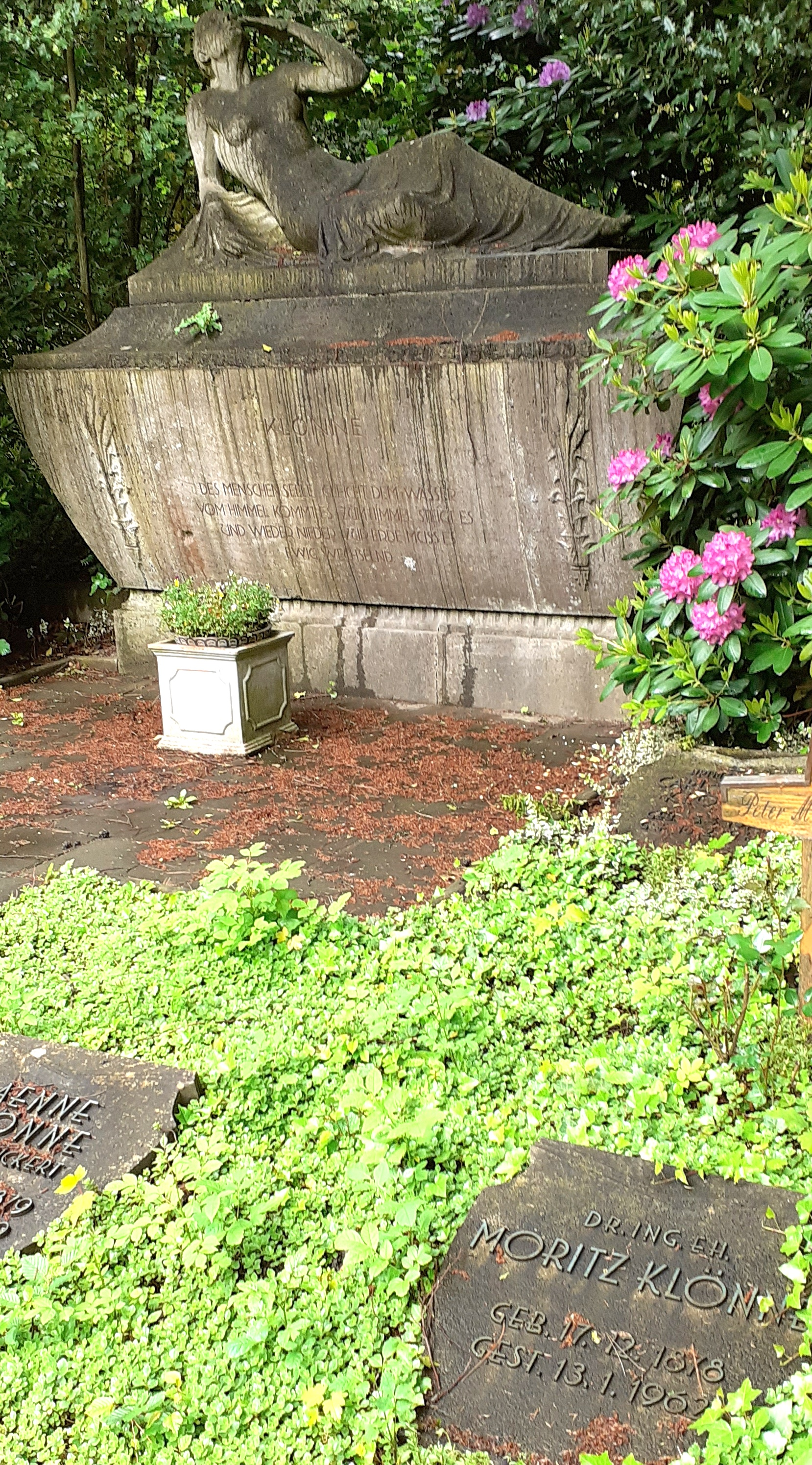
Sein Grabstein auf dem Familiengrab Klönne

Nach dem Zweiten Weltkrieg übernahm er keine politischen Ämter mehr. Beerdigt wurde er auf dem Ostenfriedhof Dortmund.

## Ehrungen
- 1914: Konsul des Königreiches Bulgarien, ab 1924 Generalkonsul
- 1921: Ehrendoktorwürde der Abteilung für Bauingenieurwesen der Technischen Hochschule Darmstadt (als Dr.-Ing. E. h.)
- 1938: Ehrensenator der Technischen Hochschule Darmstadt
- 1953: Großes Bundesverdienstkreuz
- Eisernes Kreuz I. und II. Klasse